# Amata aurantiaca
Amata aurantiaca là một loài bướm đêm thuộc phân họ Arctiinae, họ Erebidae.